# Lijst van Tweede Kamerleden voor de Neutrale fractie
Een overzicht van alle voormalige Tweede Kamerleden voor de Neutrale fractie.
| Tweede Kamerlid            | Begindatum        | Einddatum         |
| -------------------------- | ----------------- | ----------------- |
| Frederik Bos               | 27 september 1918 | 15 september 1919 |
| Willem Hendrik de Buisonjé | 27 september 1918 | 15 april 1921     |
| Lourens de Groot           | 27 september 1918 | 15 april 1921     |
| Henri ter Hall             | 27 september 1918 | 15 april 1921     |
| Abraham Staalman           | 27 september 1918 | 15 april 1921     |
| Willem Treub               | 27 september 1918 | 15 april 1921     |
| Willem Wijk                | 27 september 1918 | 14 april 1921     |